# Illes Dos Grups

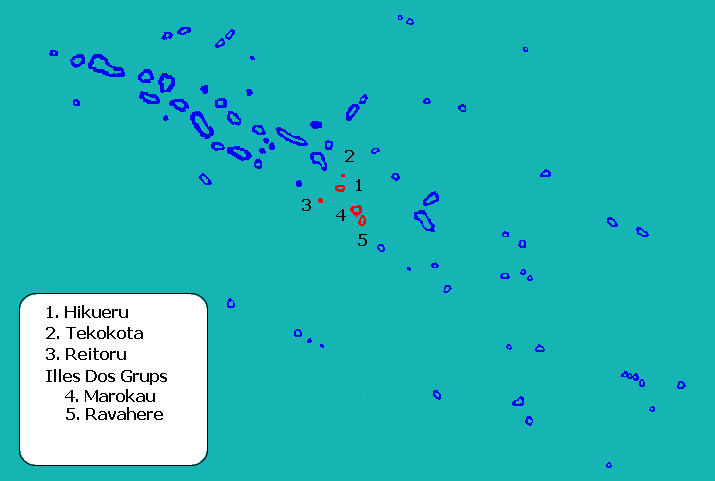
Localització de les Illes Dos Grups a les Tuamotu

Les illes Dos Grups (en francès, îles Deux Groupes) és el nom històric de dos atols de les Tuamotu, a la Polinèsia Francesa. Són els atols Marokau i Ravahere, separats per menys de 2 km. Estan situats al centre de l'arxipèlag, a 750 km a l'est de Tahití. Administrativament formen una comuna associada dins la comuna d'Hikueru.
Van ser descoberts per Louis Antoine de Bougainville, el 1768, però va ser James Cook, l'any següent, qui els va anomenar Two Groups descrivint-los com un acoblament d'illes unides per esculls.

## Marokau
Marokau és un atol situat a 48 km al sud-est d'Hikueru i a 120 km a l'oest d'Hao. Les seves coordenades són: 18° 13′ S, 142° 10′ O / 18.217°S,142.167°O
L'atol té forma triangular, amb una superfície emergida de 14,76 km², més 23,78 km² d'esculls. La llacuna de 217,5 km² té un petit pas a l'oceà.
La vila principal és Vaiori. La població, amb un total de 50 habitants al cens del 2002, viu principalment de la recol·lecció de copra. No disposa d'infraestructures significatives.
L'atol va ser devastat pel cicló del 1903, quedant totalment submergit per les onades i provocant la mort d'uns 100 habitants.

## Ravahere
Ravahere és un atol situat a quasi 2 km al sud de Marokau. Les seves coordenades són: 18° 15′ S, 142° 10′ O / 18.250°S,142.167°O
La superfície total és de 7 km², i la llacuna no disposa de cap pas navegable. Avui és deshabitat encara que quan va ser descobert per James Cook hi havia població. No disposa d'infraestructures.